# Интерпосёлок
Интерпосёлок (карел. Manasteri) — посёлок в составе Коткозерского сельского поселения Олонецкого национального района Республики Карелия.

## Общие сведения
Расположен на южном берегу Важозера.
В Списке населенных мест Карельской АССР (по материалам Переписи 1926 года) , упомянут под именем посёлок «Задне Никифоровская пустынь» (фин. Sänlämä)
Постановлением Президиума Карельского ЦИКа от 5 июня 1933 г. Интерпосёлок был передан из Олонецкого в Пряжинский район.
Во время советско-финской войны 1939—1940 гг. посёлок был основным местом высылки финского населения, оставшегося на занятой территории Суоярвского прихода (было интернировано 1329 человек).
В селе находятся памятники истории — объекты Задне-Никифоровской пустыни.

## Памятники природы
В 2 км на восток от посёлка расположен государственный региональный болотный памятник природы — Болото Важинское площадью 7235,1 га, крупнейшая болотная система в южной Карелии, ценный ягодник клюквы и морошки.
В окрестностях посёлка находится государственный ландшафтный заказник «Важозерский» — особо охраняемая природная территория.

## Население
| 2002 | 2009 | 2010 | 2013 |
| ---- | ---- | ---- | ---- |
| 81   | ↘63  | ↗76  | ↘72  |